# Menander Rhetor
Menander Rhetor (griechisch Μένανδρος Ménandros, genannt „der Redner“ zur Unterscheidung vom gleichnamigen Komödienautor, auch Menander von Laodikeia, lateinisch Menander Laodicensis) war ein spätantiker Redner und Rhetoriktheoretiker. Er stammte aus Laodikeia am Lykos und lebte im späten 3. Jahrhundert in Kleinasien. Seine Werke sind der Zweiten Sophistik zuzurechnen.
Über Menanders Leben ist nur wenig bekannt. Es gibt ein entsprechendes Stichwort in der Suda-Enzyklopädie. Unter seinem Namen sind zwei Theorieschriften zur Epideiktik überliefert. Die tatsächliche Autorschaft ist jedoch bis heute in der Forschung umstritten. Andere Werke sind nicht mehr bekannt, werden aber zunehmend rekonstruiert (insbesondere Werke zur rhetorischen Statuslehre).
Die erste Theorieschrift zur Epideiktik (Aufgliederung der Epideiktik) bietet ein präzises Recherchewerkzeug für die Abfassung epideiktischer Reden. Sie beschäftigt sich mit den ersten rhetorischen Produktionsstadien, der inventio und der vorgeschalteten intellectio. Die zweite Epideiktikschrift (Über epideiktische Reden) ist hingegen ein Praxishandbuch im modernen Sinne, das seine detaillierten Anweisungen zu inventio, dispositio und elocutio nach Redeanlässen sortiert gibt. Beide Rhetorikschriften bieten wenig Innovatives und bewegen sich inhaltlich im Rahmen klassisch-antiker Rhetorik. Gleichzeitig spiegeln sie jedoch die rhetorische Praxis der Zeit wider. Neu in die Rhetoriktheorie führt Menander die so genannte Lalia als rhetorische Formbezeichnung ein.

## Textedition
- Donald Andrew Russell, Nigel Guy Wilson: Menander Rhetor. Edited with translation and commentary. Clarendon Press, Oxford 1981, ISBN 0-19-814013-4.
- Kai Brodersen: Menandros Rhetor: Abhandlungen zur Rhetorik. Griechisch und Deutsch (= Bibliothek der griechischen Literatur. Band 88). Hiersemann, Stuttgart 2019, ISBN 978-3-7772-1934-9.